# Grb Občine Črnomelj
Grb Občine Črnomelj ima obliko ščita črne barve, ki je obrobljen z rdečo črto. V sredini ščita se nahaja grajski stolp s štirimi cinami na zidnem vencu, ki je postavljen na dve vodoravni rdeči progi. Na sredini spodnjega dela gradu se nahaja črni vhod, nad njim in pod cinami pa tri pravokotne črne line. Osnova za figuro stolpa je stolp s pečata mesta Črnomelj iz leta 1587.
Občuna Črnomelj je 20. 5. 2021 sprejela nov odlok o grbu in zastavi občine, s čimer je grb uskladila s heraldičnimi pravili. Gre za manjše spremembe v obliki ščita in spremembe v izgledu stolpa.

## Galerija
- Valvasorjeve upodobitve kranjskih grbov